# Sherwood (Wisconsin)
Sherwood és una població dels Estats Units a l'estat de Wisconsin. Segons el cens del 2000 tenia 1.550 habitants.

## Demografia
Segons el cens del 2000, Sherwood tenia 1.550 habitants, 572 habitatges, i 463 famílies. La densitat de població era de 205,7 habitants per km².
Dels 572 habitatges en un 36,2% hi vivien nens de menys de 18 anys, en un 75% hi vivien parelles casades, en un 4,2% dones solteres, i en un 18,9% no eren unitats familiars. En el 13,8% dels habitatges hi vivien persones soles el 5,2% de les quals corresponia a persones de 65 anys o més que vivien soles. El nombre mitjà de persones vivint en cada habitatge era de 2,71 i el nombre mitjà de persones que vivien en cada família era de 3,02.
Per edats la població es repartia de la següent manera: un 27,3% tenia menys de 18 anys, un 5,5% entre 18 i 24, un 34,2% entre 25 i 44, un 24,5% de 45 a 60 i un 8,6% 65 anys o més.
L'edat mediana era de 36 anys. Per cada 100 dones de 18 o més anys hi havia 101,6 homes.
La renda mediana per habitatge era de 63.913 $ i la renda mediana per família de 67.303 $. Els homes tenien una renda mediana de 46.384 $ mentre que les dones 32.772 $. La renda per capita de la població era de 27.035 $. Aproximadament el 3,9% de les famílies i el 4,9% de la població estaven per davall del llindar de pobresa.

## Poblacions més properes
El següent diagrama mostra les poblacions més properes.